# ماری برگمن
ماری برگمن (به انگلیسی: Marie Bergman) (زاده ۲۱ نوامبر ۱۹۵۰) خواننده سوئدی است.
او همراه با راجر پونتاره نماینده سوئد در مسابقه آواز یوروویژن ۱۹۹۴ بود.